# Stockholmer Stadttheater

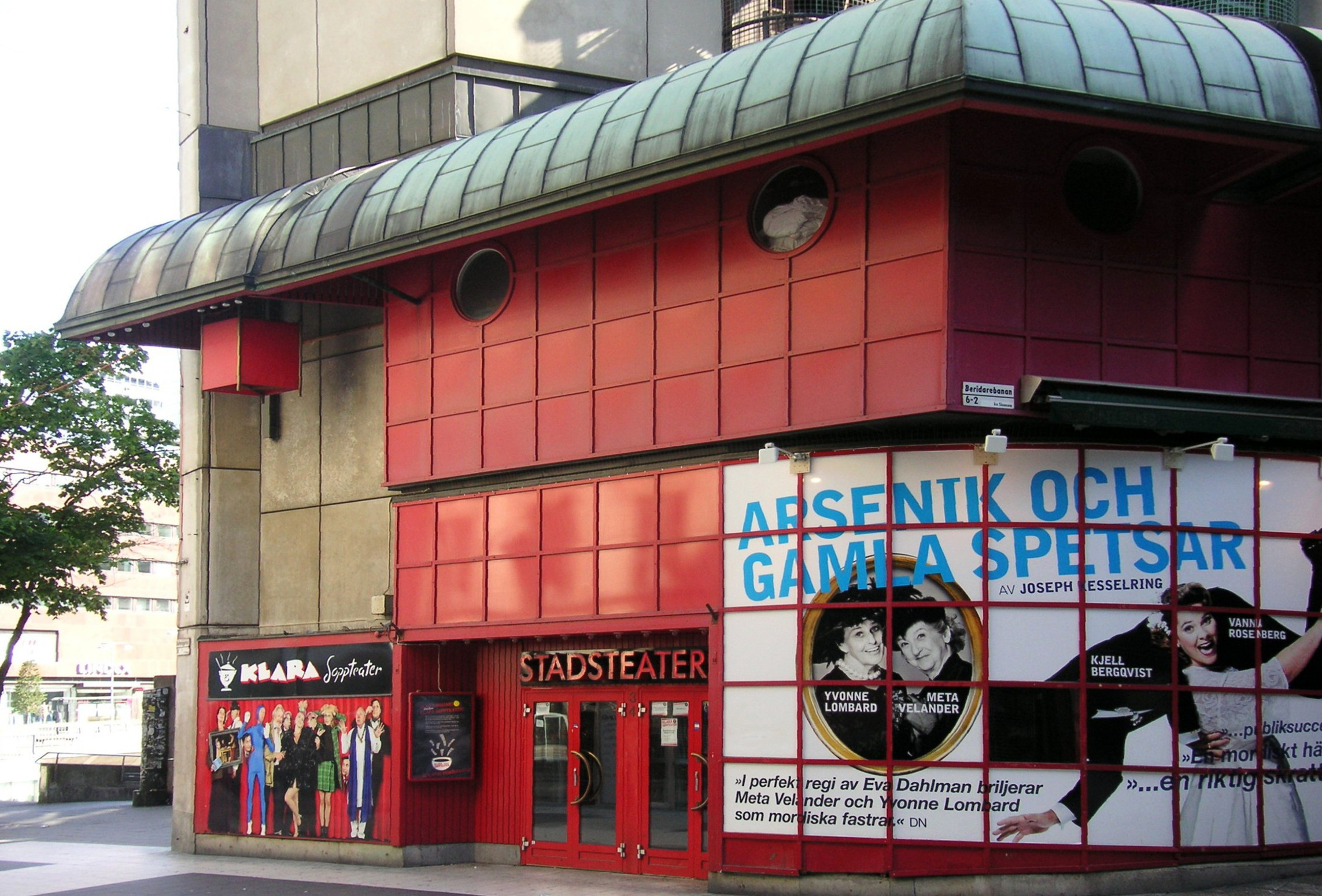
Stockholmer Stadttheater von der Drottninggatan

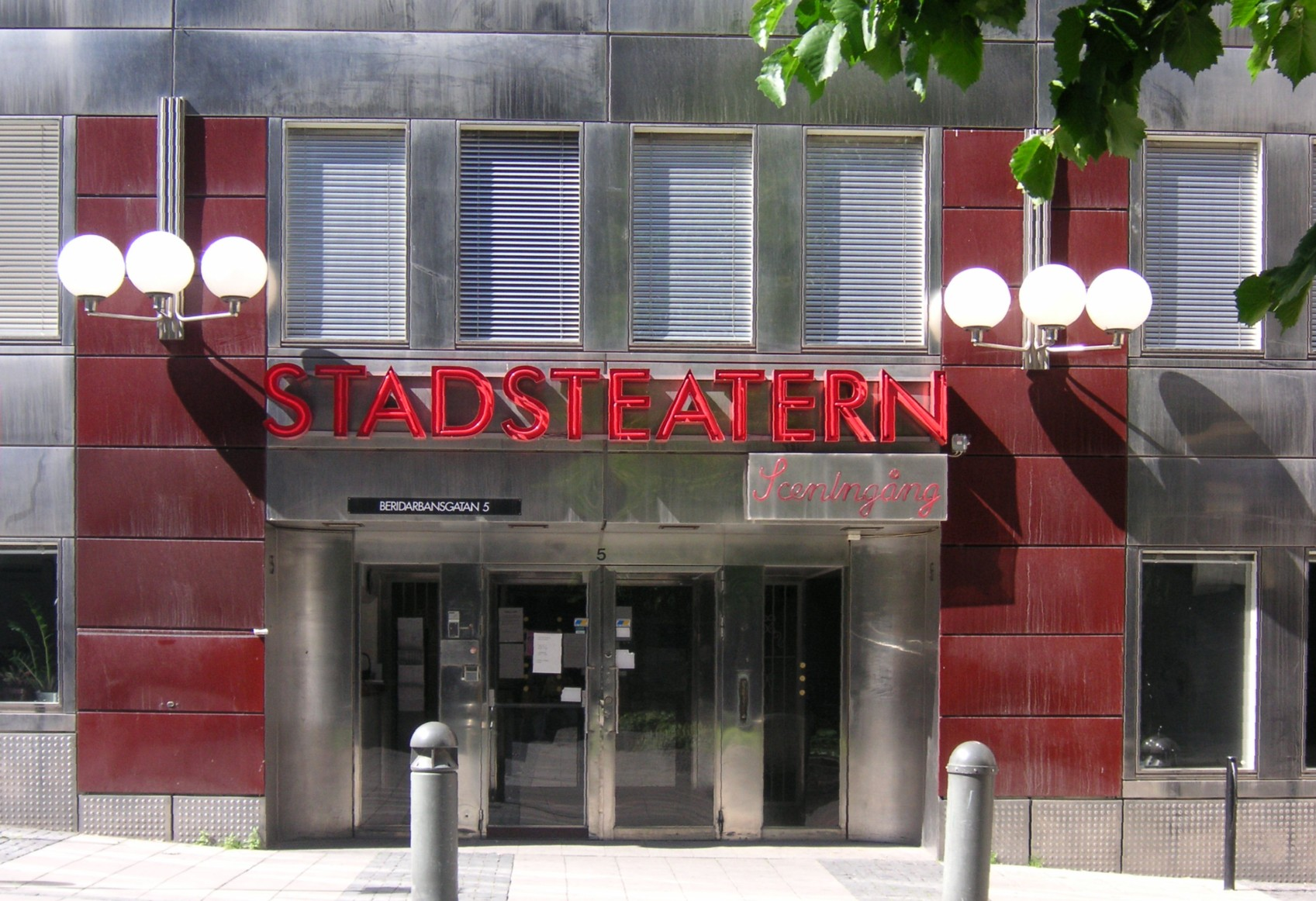
Haupteingang

Das Stockholmer Stadttheater (schwedisch: Kulturhuset stadsteatern, bis 2020: Stockholms stadsteater) ist ein Theater im Stadtkern von Stockholm in der Nähe des Sergel-Brunnens.

## Geschichte
Das Theater ist Teil des Kulturzentrums Kulturhuset in der Stockholmer Innenstadt. Außen herum befinden sich Cafés, Bars und Buchläden.
Das Stadttheater wurde bereits 1956 gegründet, aber die erste Aufführung erst 1960 stattfinden. Es gab noch keinen endgültigen Spielort, sodass zunächst im Volkshaus-Gebäude am Norra Bantorget mit einer provisorischen Bühne gespielt wurde. Dieses Provisorium dauerte jedoch fast dreißig Jahre lang bis zum Herbst 1990, als das Theater schließlich an den heutigen Standort verlegt wurde.
Im Jahr 2018 wurde dem damaligen Intendanten im Rahmen der MeToo-Bewegung ein sexistischer Führungsstil vorgeworfen, woraufhin der Intendant Suizid beging.
Das Theater ist eine der beliebtesten Bühnen Schwedens und das Theater mit den meisten Buchungen sowie der ständige Konkurrent des Königlichen Dramatischen Theaters in Stockholm. Das Stadttheater bringt jedes Jahr 30 bis 40 Produktionen auf seine neun Bühnen. Im Jahr 2005 wurden 450.000 Besucher gezählt, eine relativ hohe Zahl im Vergleich zu nur 9 Millionen Einwohnern Schwedens.
Zu den beliebten schwedischen Schauspielern des Ensembles von Stockholms stadsteater gehören Helena Bergström, Göran Ragnerstam, Ingvar Hirdwall, Sven Wollter, Ann Petrén, Anna-Maria Hallgarn und Jakob Eklund.

## Bühnen

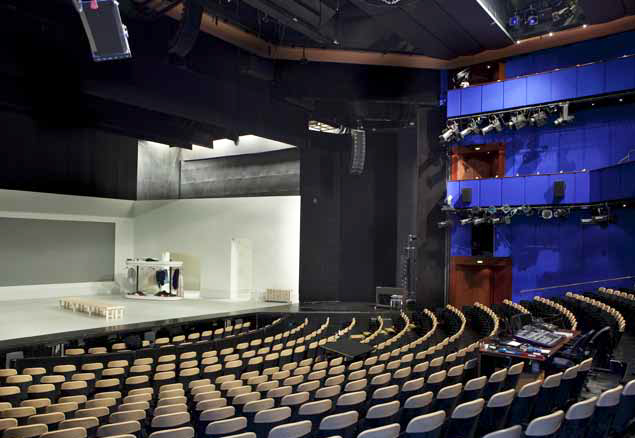
Bühne Stora scenen

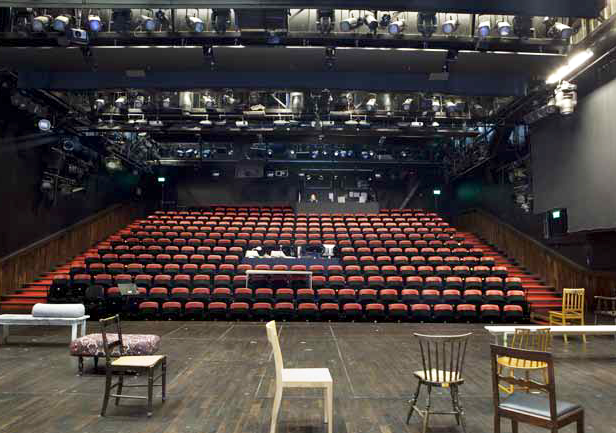
Bühne Klarascenen

- Stora scenen – Hauptbühne mit 550 Sitzen
- Lilla scenen – 323 Sitze
- Klarascenen – 336 Sitze
- Kafé Klara/Klara soppteater
- Parkteatern – Openair-Theater
- Lagret – Teil des „Unga Klara“ mit 200 Sitzen
- Akvariet – Teil des „Unga Klara“ mit 90 Sitzen
- Skärholmen – Bühne im gleichnamigen Stadtteil
- Bryggan – kleine Bühne für zeitgenössische Aufführungen mit 70 Sitzen